# Gaspar Esmit Comaposada
Gaspar Esmit Comaposada (Barcelona, 1767 - Tui, 1819) fou un compositor, mestre de capella i organista català. El seu primer cognom també apareix documentat com a Smit, Schmidt o Smith.

## Biografia
Els seus pares eren Joan Esmit, músic del Regiment de Cavalleria del Príncep, i Madrona Comaposada. Va ser batejat a l'església de Santa Maria del Mar de Barcelona. La família es va traslladar a Zamora, on residiren entre 1775 i 1778. Allí, el pare actuà de músic a la catedral i Gaspar entrà al seminari com a nen de cor. L'any 1778 es van traslladar de nou a Astorga. Allí, Gaspar es formà amb el mestre de capella de la catedral, el portugués João Pedro de Almeida Mota.
L'any 1787 se'l va admetre com a organista de la catedral de Tui. El 1790 es va presentar a les oposicions per a mestre de capella de la mateixa catedral però no les guanyà. Deixà Tui i passà a la catedral d'Ourense amb el càrrec d'organista, i l'any següent, el 1791, a la Col·legiata de Xunqueira de Ambía com a organista i mestre de capella, on també fou ordenat sacerdot. El 1793 tornà a la catedral de Tui com a organista. El març de 1796 deixà Tui per segon cop per acceptar el lloc de segon organista de la catedral d'Astorga. L'any 1800 fou nomenat mestre de capella de la col·legiata de Santa María do Campo de La Corunya. L'any 1806 guanyà les oposicions a mestre de capella de la catedral de Tui, plaça que ocupà fins a la seva mort l'any 1819.
Es conserven composicions vocals sacres de Gaspar Esmit als arxius catedralicis de Tui, Santiago de Compostel·la, Mondoñedo i Astorga. També s'han conservat obres seves per a teclat: el 1785 es publicà Seis minuetes para el forte-piano, i al monestir de Santa Anna d'Àvila s'hi conserven quatre quaderns amb composicions d'Esmit que pertanyeren a una alumna seva, Mercedes Verdugo y Arredondo (1778-1834). A l'arxiu de la catedral d'Astorga també es conserven dos concerts d'Esmit: un per a saltiri i un altre per a clavicèmbal.